# Bùi Văn Nghiêm
Bùi Văn Nghiêm (sinh năm 1966) là chính trị gia người Việt Nam. Ông hiện là Ủy viên Ban Chấp hành Trung ương Đảng Cộng sản Việt Nam khóa XIII, Phó trưởng Ban Nội Chính Trung ương.
Ông từng là Bí thư Tỉnh ủy Vĩnh Long, Chủ tịch Hội đồng nhân dân, Phó Bí thư thường trực Tỉnh ủy, Bí thư Huyện ủy Vũng Liêm.

## Xuất thân và giáo dục
Bùi Văn Nghiêm sinh ngày 18 tháng 11 năm 1966, người dân tộc Kinh, không theo tôn giáo nào, quê quán tại xã Quới An, huyện Vũng Liêm, tỉnh Vĩnh Long.
Bùi Văn Nghiêm tốt nghiệp trung học phổ thông hệ bổ túc 12/12.
Tháng 5 năm 2016, trình độ của ông là Thạc sĩ chuyên ngành Xây dựng Đảng và đang làm nghiên cứu sinh tiến sĩ năm thứ 3 chuyên ngành Xây dựng Đảng - Chính quyền nhà nước.
Năm 2019, Bùi Văn Nghiêm có trình độ Tiến sĩ ngành Xây dựng đảng - chính quyền nhà nước, cao cấp lí luận chính trị Đảng Cộng sản Việt Nam. Bùi Văn Nghiêm bảo vệ Luận án tiến sĩ tại Học viện Chính trị Quốc gia Hồ Chí Minh năm 2017, tiêu đề luận án "Các tỉnh ủy ở đồng bằng sông Cửu Long lãnh đạo chuyển dịch cơ cấu kinh tế nông nghiệp giai đoạn hiện nay", người hướng dẫn khoa học là PGS.TS. Đỗ Ngọc Ninh và PGS.TS. Dương Trung Ý.
Ông có trình độ tiếng Anh bằng B1.

## Sự nghiệp
Bùi Văn Nghiêm là đảng viên Đảng Cộng sản Việt Nam. Ông gia nhập đảng này vào ngày 29 tháng 9 năm 1987, chính thức thành đảng viên vào ngày 29 tháng 9 năm 1988, số thẻ đảng viên là 64002278.

### Lãnh đạo huyện Vũng Liêm
Bùi Văn Nghiêm từng giữ nhiều chức vụ khác nhau ở huyện Vũng Liêm, tỉnh Vĩnh Long như Phó Chánh Văn phòng Huyện ủy, Phó Chủ tịch Ủy ban nhân dân (UBND) huyện, Chủ tịch UBND huyện, Phó Bí thư Huyện ủy, Bí thư Huyện Ủy.
Từ tháng 1 năm 1985 đến tháng 10 năm 1987, ông là Cán bộ nghiên cứu tổng hợp Văn phòng UBND huyện Vũng Liêm.
Từ tháng 11 năm 1987 đến tháng 9 năm 1990, ông là Cán bộ nghiên cứu tổng hợp Văn phòng Huyện ủy Vũng Liêm.
Từ tháng 10 năm 1990 đến tháng 10 năm 1994, ông là Phó Giám đốc Xí nghiệp thuốc lá Vũng Liêm.
Từ tháng 11 năm 1994 đến tháng 5 năm 1997, ông là Cán bộ nghiên cứu tổng hợp Văn phòng Huyện ủy Vũng Liêm.
Từ tháng 6 năm 1997 đến tháng 9 năm 2000, ông là Phó Chánh Văn phòng Huyện ủy Vũng Liêm.
Từ tháng 10 năm 2000 đến tháng 5 năm 2004, ông là Ủy viên BCH Đảng bộ huyện, Chánh Văn phòng Huyện ủy Vũng Liêm.
Từ tháng 6 năm 2004 đến tháng 9 năm 2005, ông là Ủy viên BCH Đảng bộ huyện, Phó Chủ tịch UBND huyện Vũng Liêm.
Từ tháng 10 năm 2005 đến tháng 4 năm 2010, ông là Ủy viên Thường vụ Huyện ủy, Phó Chủ tịch UBND huyện Vũng Liêm.
Từ tháng 5 năm 2010 đến tháng 6 năm 2010, ông là Ủy viên Thường vụ Huyện ủy, Quyền Chủ tịch UBND huyện Vũng Liêm.
Từ tháng 7 năm 2010 đến tháng 2 năm 2013, ông là Phó Bí thư Huyện ủy, Chủ tịch UBND huyện Vũng Liêm.
Từ tháng 3 năm 2013 đến tháng 8 năm 2013, ông giữ chức vụ Quyền Bí thư Huyện ủy, Chủ tịch UBND huyện Vũng Liêm.
Từ tháng 9 năm 2013 đến tháng 2 năm 2014, ông là Phó Bí thư Huyện ủy, Chủ tịch UBND huyện Vũng Liêm.
Từ tháng 3 năm 2014 đến tháng 5 năm 2014, ông là Bí thư Huyện ủy, Chủ tịch UBND huyện Vũng Liêm.
Từ tháng 6 năm 2014 đến tháng 9 năm 2014, ông là Bí thư Huyện ủy Vũng Liêm.
Từ tháng 10 năm 2014 đến tháng 10 năm 2015, ông là Tỉnh ủy viên, Bí thư Huyện ủy Vũng Liêm.
Từ tháng 11 năm 2015 đến tháng 5 năm 2016, ông là Ủy viên Thường vụ Tỉnh ủy, Bí thư Huyện ủy Vũng Liêm.
Bùi Văn Nghiêm là Đại biểu HĐND huyện Vũng Liêm và HĐND tỉnh Vĩnh Long nhiệm kì 2011 - 2016, 2016 - 2021, 2021 - 2026.

### Lãnh đạo tỉnh Vĩnh Long
Tháng 5 năm 2016, Bùi Văn Nghiêm trúng cử Đại biểu HĐND tỉnh Vĩnh Long khóa 9 tại đơn vị bầu cử số 06 huyện Vũng Liêm gồm các xã Hiếu Nhơn, xã Hiếu Thành, xã Hiếu Nghĩa, xã Hiếu Phụng, xã Hiếu Thuận, xã Tân An Luông, xã Trung An, xã Trung Hiếu và xã Trung Hiệp. Sau đó ông được bầu làm Phó Chủ tịch Thường trực Hội đồng nhân dân (HĐND) tỉnh Vĩnh Long.
Chiều ngày 31 tháng 5 năm 2019, tại kì họp thứ 11 (bất thường) của HĐND tỉnh Vĩnh Long khóa 9, 48 trong tổng số 50 đại biểu HĐND tỉnh Vĩnh Long (2 đại biểu vắng mặt) đã bầu Bùi Văn Nghiêm giữ chức vụ Chủ tịch Hội đồng nhân dân tỉnh Vĩnh Long khóa 9 nhiệm kì 2016-2021 thay ông Trương Văn Sáu nghỉ hưu.
Ngày 18 tháng 7 năm 2019, thừa Ủy quyền của Ban Bí thư, Bí thư Tỉnh ủy Vĩnh Long Trần Văn Rón trao Quyết định của Ban Bí thư T.Ư Đảng chuẩn y Bùi Văn Nghiêm giữ chức Phó Bí thư Tỉnh ủy Vĩnh Long nhiệm kỳ 2015-2020.
Ngày 7 tháng 5 năm 2021, Ban Tổ chức Trung ương tổ chức Hội nghị công bố và trao quyết định của Bộ Chính trị chuẩn y Bùi Văn Nghiêm giữ chức Bí thư Tỉnh ủy Vĩnh Long nhiệm kỳ 2020 - 2025.

### Ban Nội chính Trung ương
Chiều ngày 18 tháng 1 năm 2025, Bộ Chính trị quyết định đồng chí Bùi Văn Nghiêm, Ủy viên Trung ương Đảng, Bí thư Tỉnh ủy, Chủ tịch HĐND tỉnh Vĩnh Long thôi tham gia Ban Chấp hành, Ban Thường vụ, thôi giữ chức Bí thư Tỉnh ủy Vĩnh Long, nhiệm kỳ 2020-2025. Đồng thời, Bộ Chính trị điều động, phân công, bổ nhiệm đồng chí Bùi Văn Nghiêm giữ chức Phó Trưởng Ban Nội chính Trung ương.